# Крістоффер Лунд
Крістоффер Лунд Гансен (дан. Kristoffer Lund Hansen, нар. 14 травня 2002, Кертемінде, Данія) — данський і американський футболіст, фланговий захисник італійського клубу «Палермо» і збірної США.

## Ігрова кар'єра

### Клубна
Крістоффер Лунд є вихованцем данського клубу «Мідтьюлланн», до якого приєднався у 2017 році. Починав грати у молодіжній команді. У першій команді Лунд провів лише одну гру. У квітні 2021 року підписав трирічний контракт з клубом «Есб'єрг» але жодного разу не зіграв в основі.
У серпні 2021 року Лунд підписав контракт на три з половиною роки зі шведським клубом «Геккен» і вже через тиждень зіграв першу гру у новій команді. А ще за кілька днів дебютував і у турнірі Аллсвенскан.

### Збірна
Крістоффер Лунд виступав за юнацькі збірні Данії різних вікових категорій.

## Титули і досягнення
- Чемпіон Швеції (1):

«Геккен»: 2022
- Володар Кубка Швеції (1):

«Геккен»: 2022-23